# Црква Свете преподобномученице Параскеве у Шпају
Црква Свете преподобномученице Параскеве у Шпају, насељеном месту на територији општине Бела Паланка, православни је храм који припада Епархији нишкој Српске православне цркве.
Црква посвећена преподобној мученици Параскеви саграђена је 1869. године. Последњи пут је обновљена у периоду од 1998. до 1999. године залагањем свештеника Драгија Илића и мештана села Шпај. Извршена је комплетна реконструкција пода, крова, урађен је нови иконостас и фасада, ограђено је двориште храма. Освећење је извршио тадашњи епископ нишки Иринеј у јесен 1999. године.